# David Bustos
David Bustos (ur. 25 sierpnia 1990 w Palma de Mallorca) – hiszpański lekkoatleta specjalizujący się w biegach średnich. 
Największe sukcesy w dotychczasowej karierze odnosi w biegu na 1500 metrów – w tej konkurencji był czwarty na mistrzostwach świata juniorów młodszych w 2007, zdobył złote medale mistrzostw Europy juniorów w 2009 i mistrzostw ibero-amerykańskich (2010). Brązowy medalista mistrzostw Europy młodzieżowców w 2011. W 2012 zdobył brązowy medal mistrzostw Europy w Helsinkach. Startował na igrzyskach olimpijskich w Londynie, na których nie przebrnął przez fazę eliminacyjną biegu na 1500 metrów. Ósmy zawodnik biegu na 1500 metrów podczas halowych mistrzostw Europy w Göteborgu (2013). W 2016 sięgnął po srebrny medal europejskiego czempionatu w Amsterdamie oraz był siódmy podczas igrzysk olimpijskich w Rio de Janeiro. 
Rekordy życiowe: hala – 3:38,41 (8 lutego 2013, Düsseldorf); stadion – 3:34,77 (7 czerwca 2012, Huelva). 